# Schafhof (Schauenstein)
Schafhof ist ein Gemeindeteil der Stadt Schauenstein im Landkreis Hof (Oberfranken, Bayern). Schafhof liegt in der Gemarkung Neudorf.

## Geografie
Der Weiler liegt in Hanglage am Schönberg. Ein Anliegerweg führt nach Neudorf zur Staatsstraße 2693 (0,8 km südlich). Im Norden befindet sich die Wüstung Eselsgütlein.

## Geschichte
Neben der namensgebenden Funktion als Schäferei wurde der Schafhof als Vorwerk von Schloss Schauenstein angelegt. Die Staatsstraße entspricht weitgehend dem Altstraßenverlauf, die Abzweigung zum Schafhof wurde Eisensteinweg genannt. 1781 verkaufte die Witwe Sophia Katharina von Wallenrode den Schafhof für 5500 Gulden an Johann Elias Strobel. Zentrale Gebäude sind das Wohnstallhaus und das anschließende Gesindehaus. Besonderheiten sind der angrenzende historische Stollen und Bierkeller, deren Eingang am Hang in einer Mulde angelegt ist. In der Nähe des Berges befand sich die verschwundene Siedlung Schönberg. Westlich unterhalb vom Schafhof befindet sich das landwirtschaftliche Anwesen Neudorf 47, welches auch die Bezeichnung „Neuhaus“ trug. 

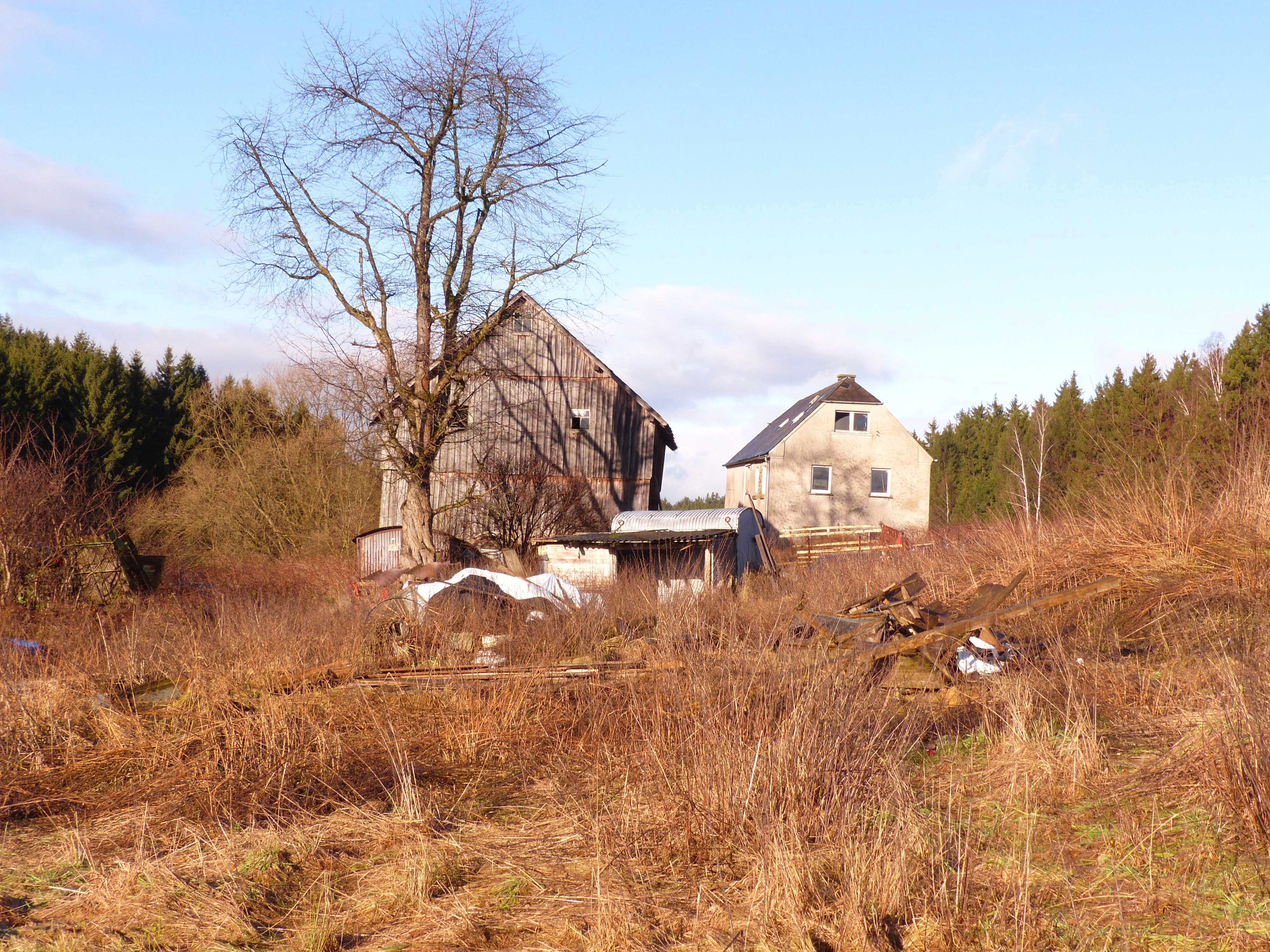
Einzelhof beim Schafhof
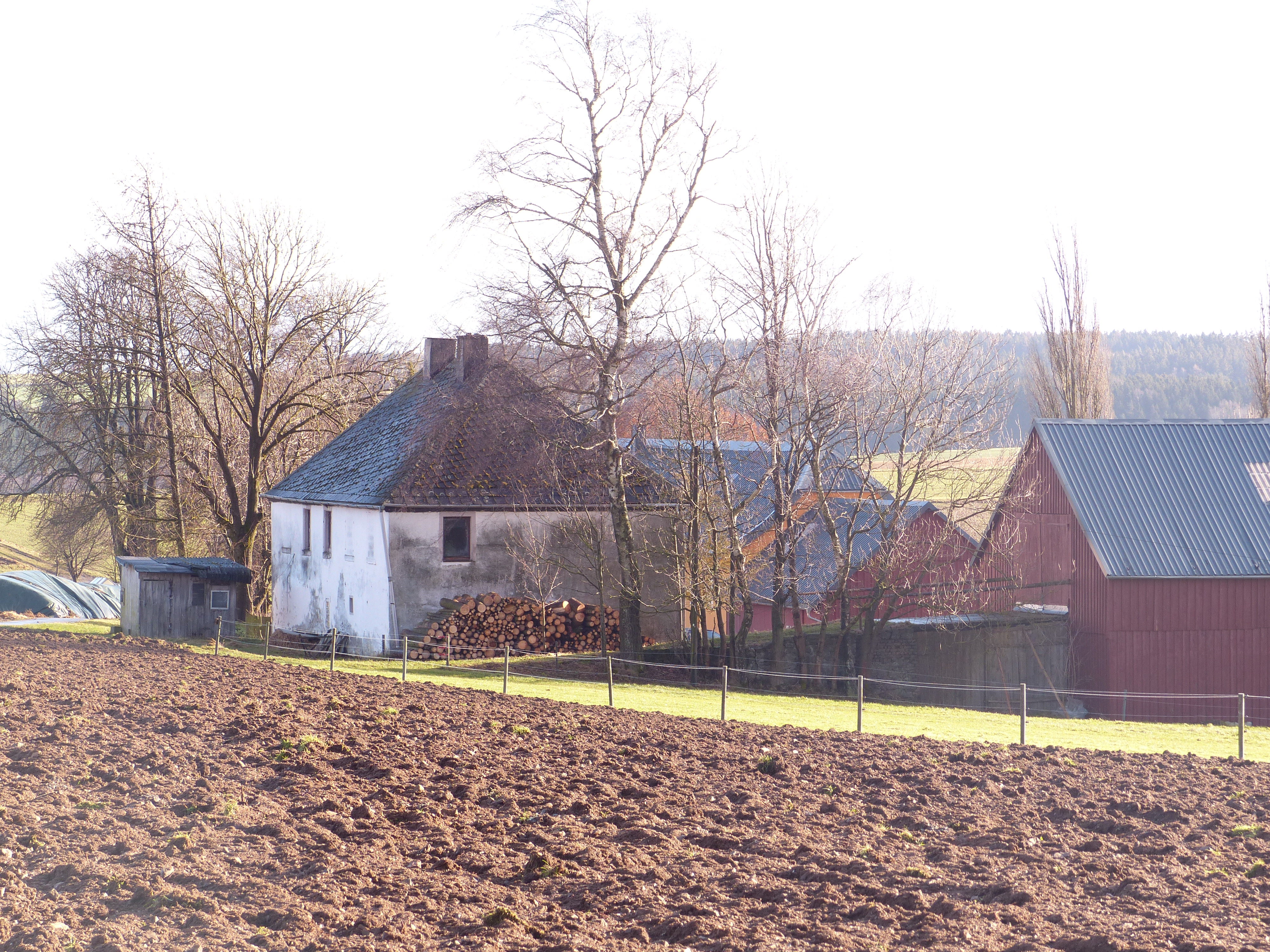
Nebengebäude

Schafhof gehörte zur Realgemeinde Schauenstein. Gegen Ende des 18. Jahrhunderts bestand Schafhof aus einem Anwesen. Die Hochgerichtsbarkeit hatte das bayreuthische Vogteiamt Schauenstein. Das bayreuthische Kastenamt Kulmbach war Grundherr des Vorwerks.
Von 1797 bis 1810 unterstand Schafhof dem Justiz- und Kammeramt Naila. Infolge des Ersten Gemeindeedikts wurde Schafhof dem 1812 gebildeten Steuerdistrikt Volkmannsgrün und der zugleich entstandenen Ruralgemeinde Neudorf zugewiesen. Im Zuge der Gebietsreform in Bayern wurde Schafhof am 1. Januar 1972 nach Schauenstein eingemeindet.

### Baudenkmäler
- Haus Nr. 45, 46: Ehemaliges Vorwerk zum Schlossgut Schauenstein[8]

### Einwohnerentwicklung
| Jahr      | 001819 | 001861 | 001871 | 001885 | 001900 | 001925 | 001950 | 001961 | 001970 | 001987 | 002006 |
| Einwohner | *      | *      | 26     | 16     | 30     | 22     | 27     | 19     | 10     | 13     | 8      |
| Häuser    |        |        |        | 2      | 3      | 3      | 3      | 3      |        | 3      |        |
| Quelle    | [ 6 ]  | [ 10 ] | [ 11 ] | [ 12 ] | [ 13 ] | [ 14 ] | [ 15 ] | [ 16 ] | [ 17 ] | [ 18 ] |        |

## Religion
Schafhof ist evangelisch-lutherisch geprägt und bis heute nach St. Bartholomäus (Schauenstein) gepfarrt.